# Центар за обуку Министарства унутрашњих послова Републике Српске
Центар за обуку Министарства унутрашњих послова Републике Српске касарна је полицијског типа којом управља Министарство унутрашњих послова Републике Српске. Главна намена центра је обука полицајаца, а оно служи и као седиште полицијских јединица и полицијских управа. Налази се у близини аеродрома Бања Лука — Залужани у месту Залужани, Бања Лука.
Центар за обуку отворен је 4. априла 2018. године током прославе Дана Полиције Републике Српске, а отворили су га бивши председник Републике Српске Милорад Додик, бивша премијерка Жељка Цвијановић и министар унутрашњих послова Републике Српске Драган Лукач. Центар је постављен у бившој касарни Залужани.